# Radio des sans voix
 (août 2022).
La mise en forme du texte ne suit pas les recommandations de Wikipédia : il faut le « wikifier ».
Les points d'amélioration suivants sont les cas les plus fréquents. Le détail des points à revoir est peut-être précisé sur la page de discussion.
- Les titres sont pré-formatés par le logiciel. Ils ne sont ni en capitales, ni en gras.
- Le texte ne doit pas être écrit en capitales (les noms de famille non plus), ni en gras, ni en italique, ni en « petit »…
- Le gras n'est utilisé que pour surligner le titre de l'article dans l'introduction, une seule fois.
- L'italique est rarement utilisé : mots en langue étrangère, titres d'œuvres, noms de bateaux, etc.
- Les citations ne sont pas en italique mais en corps de texte normal. Elles sont entourées par des guillemets français : « et ».
- Les listes à puces sont à éviter, des paragraphes rédigés étant largement préférés. Les tableaux sont à réserver à la présentation de données structurées (résultats, etc.).
- Les appels de note de bas de page (petits chiffres en exposant, introduits par l'outil «  Source ») sont à placer entre la fin de phrase et le point final[comme ça].
- Les liens internes (vers d'autres articles de Wikipédia) sont à choisir avec parcimonie. Créez des liens vers des articles approfondissant le sujet. Les termes génériques sans rapport avec le sujet sont à éviter, ainsi que les répétitions de liens vers un même terme.
- Les liens externes sont à placer uniquement dans une section « Liens externes », à la fin de l'article. Ces liens sont à choisir avec parcimonie suivant les règles définies. Si un lien sert de source à l'article, son insertion dans le texte est à faire par les notes de bas de page.
- La présentation des références doit suivre les conventions bibliographiques. Il est recommandé d'utiliser les modèles {{Ouvrage}}, {{Chapitre}}, {{Article}}, {{Lien web}} et/ou {{Bibliographie}}. Le mode d'édition visuel peut mettre en forme automatiquement les références.
- Insérer une infobox (cadre d'informations à droite) n'est pas obligatoire pour parachever la mise en page.

Pour une aide détaillée, merci de consulter Aide:Wikification.
Si vous pensez que ces points ont été résolus, vous pouvez retirer ce bandeau et améliorer la mise en forme d'un autre article.
La Radio des sans voix est une webradio algérienne d’information, spécialisée en droits humains fondée en 2016 par le collectif des familles des disparus en Algérie. Elle a été lancée par Nassera Dutour présidente de ce collectif.

## Ligne éditoriale
Le média recueille les témoignages des familles de disparus en Algérie, pays où près de 10 000  de personnes ont été kidnappées par des groupes armés islamistes ou arrêtées par des agents des forces de sécurité de l’État pendant la guerre civile. Il se définit comme « comme web radio associative ». Le site propose une information généraliste avec un accent sur l’actualité des droits humains et le monde associatif en Algérie et dans le monde. "Cette radio abordera des sujets liés aux droits de l’Homme comme la liberté d’expression, les manifestations interdites, l’arrestation des militants, entre autres. Elle comportera aussi des chroniques et reportages consacrés aux familles de disparus en Algérie et dans le monde, des sujets d’actualité et des portraits de personnages qui œuvrent au sein des droits de l’Homme." indique le collectif des familles de disparus; initiateur du projet.
La chercheuse Soraya Laribi situe la radio des sans voix dans un ensemble d'initiatives visant à aider les familles des disparus, comme  la fondation en 1998 par Djazaïrouna d'une cellule socio-psycho-juridique de soutien (destinée initialement aux victimes de terrorisme) ; ou la création d'un mémorial virtuel et la diffusion de films documentaires sur les disparitions forcées par le  Collectif des familles de disparu(e) s en Algérie.
Le site propose des podcasts, du contenu vidéo et des articles en deux langues:  arabe et français. La radio des sans voix est membre du Réseau ERIM et du réseau International Coalition of sites of consciens. En 2020, un travail de recherche en arabe sur le processus du deuil des familles de disparus prend appui sur les témoignages enregistrés par la radio des sans voix. En 2021 une étude en anglais de la chercheuse Aïda Madi publiée dans la revue Torture utilise comme source des entretiens avec des familles de disparus diffusés sur cette radio.

## Censure en Algérie
La webradio lancée en 2016 a été censurée en Algérie deux semaines après son lancement,,,. En 2017, lorsque le site MAK  Mouvement pour l’autodétermination de la Kabylie (MAK), et son agence de presse Siwel  sont censurés, Maghreb Émergent signale qu'il s'agit du troisième acte de « blocage de sites Internet pour des raisons politiques », après l'interdiction de Radio Kalima en 2010  et celui du site web de la Radio des sans voix en 2016.
La webradio change d'identité visuelle et de nom de domaine en 2022 de www.radiodessansvoix.org à www.laradiodessansvoix.org en gardant le même contenu et elle est accessible en Algérie.